# Лидерсдорф (Мекленбург-Западна Помернија)
Лидерсдорф (њем. Lüdersdorf) град је у њемачкој савезној држави Мекленбург-Западна Померанија. Једно је од 91 општинског средишта округа Нордвестмекленбург. Према процјени из 2010. у граду је живјело 5.070 становника. Посједује регионалну шифру (AGS) 13058065.

## Географски и демографски подаци
Лидерсдорф се налази у савезној држави Мекленбург-Западна Померанија у округу Нордвестмекленбург. Град се налази на надморској висини од 17 метара. Површина општине износи 54,3 km². У самом граду је, према процјени из 2010. године, живјело 5.070 становника. Просјечна густина становништва износи 93 становника/km².